# Diplocephalus altimontanus
Diplocephalus altimontanus es una especie de araña araneomorfa del género Diplocephalus, familia Linyphiidae, orden Araneae. La especie fue descrita científicamente por Deltshev en 1984.

## Descripción
El cuerpo del macho mide 1,64 milímetros de longitud y el de la hembra 2,01 milímetros.

## Distribución
Se distribuye por Bulgaria.